# Peter F. Hamilton
Peter F. Hamilton (urodzony 2 marca 1960 w  Oakham (hrabstwo Rutland)  – Wielka Brytania) – brytyjski pisarz.  Najbardziej znany z powieści i sag powieściowych utrzymanych w konwencji space opera. Sprzedał ponad 2 mln książek na całym świecie tłumaczonych na kilkanaście języków, co czyni go najlepiej sprzedającym brytyjskim autorem w tym gatunku s-f.

## Życiorys
Od najmłodszych lat pasjonował się science-fiction.  Edukację szkolną przerwał w wieku osiemnastu lat.  Bardziej niż literatura i gramatyka angielska interesowały go nauki ścisłe i technologia lotnicza. W dziedzinach tych jest samoukiem.  Zaczął pisać zawodowo w 1987 roku w wieku 27 lat – chciał podjąć pracę która pozwoliła by mu pracować w domu i opiekować się chorą matką. Rok później sprzedał swoje pierwsze opowiadanie do magazynu „Fear” które ukazało się w wersji drukowanej w 1991 roku.  Jego debiutem wydawniczym było opowiadanie „Bodywork” które ukazało się w „Dream Magazine” w 1990 roku.

Rok 1992 przyniósł jego debiut książkowy „ Mindstar Rising” – którego bohaterem był detektyw Greg Mandel  były członek brygady specjalnej, zdolny odczytywać myśli i uczucia innych osób. W świecie zmagającym się z powodziami przybrzeżnymi, zniszczeniem starych supermocarstw, ubóstwem i wojnami będącymi skutkiem globalnego ocieplenia, Mandel rozwiązuje nietypowe sprawy karne.  W 1994 roku ukazuje się druga książka poświęcona temu bohaterowi „A Ouantum Murder” a rok później  trzecia „ The Nano Flower”, tworząc w ten sposób pierwszą trylogię s-f w dorobku autora utrzymaną w konwencji cyberpunk. W latach 1996 – 1999  tworzy pierwszą z trylogii z gatunku space opera :  „Świt nocy” (The Night's Dawn Trilogy). 
"Po pierwsze aby rozwijać się jako autor musisz zrobić coś innego, po drugie zawsze kochałem space opera. Pamiętam jak czytałem E.E. „doc” Smith, kiedy miałem trzynaście lat  i jak mnie fascynował" 
Konwencji space opera pozostał wierny do dzisiaj.  Jest również autorem trylogii  „The Books of the Realms” /2014 – 2017/ skierowanej do nastoletnich czytelników utrzymanej w konwencji fantasy wydanej pod nazwiskiem Peter Hamilton (!).
Charakterystyczną cechą pisarstwa Hamiltona jest łączenie elementów typowych dla space opera / błyskawiczne pokonywanie odległości międzygwiezdnych, wielość ras i form rozumnych, i inne/ z twardą technologiczną hard s-f i elementami  o charakterze mitologicznym / życie pozagrobowe,  istnienie duszy etc. ... /.  Konstrukcja powieści typowa dla pisarza to równoległe rozwijanie losów kilkunastu równorzędnych postaci i wiązanie ich losów na tle szerszej perspektywy, będącej motywem przewodnim danej historii.
Obecnie wraz z żoną Kate i dwójką dzieci, Sophie i Felixem, mieszka w okolicach sztucznego jeziora Rutland Water.
W 2020 ukaże się trzeci tom jego najnowszej trylogii „Salvation” – „Saints of Salvation”.

## Wybrane nagrody i wyróżnienia
Barry R. Levin Collectors Award, 1998 // Author of the Year
British Science Fiction Association Award, 2001 // Krótkie formy za "Podejrzany Genom" (2000)
Barry R. Levin Collectors Award, 2004 // Book of the Year za Pandora's Star / Pandora's Star (2004)

## Adaptacje filmowe
Na podstawie  "Sonnie's Edge" (1991), później opublikowanego w książce "A Second Chance at Eden" i osadzonego w uniwersum Konfederacji, została zrealizowana adaptacja telewizyjna opowiadania  /odcinek o tym samym tytule pierwszego sezonu animowanego serialu animowanego Netflixa "Love, Death & Robots" (2019).

## Media Społecznościowe
Pisarz osobiście prowadzi swojego fanpage na Facebooku pod adresem: https://www.facebook.com/PeterFHamilton

### Samodzielne powieści
- Upadek smoka (Fallen Dragon) – 2002
- Great North Road – 2012

### Trylogia Greg Mandel (Greg Mandel Trilogy)
- Mindstar Rising – 1993
- A Quantum Murder – 1994
- The Nano Flower – 1995

### Uniwersum Konfederacji (Confederation Universe)
Trylogia Świt nocy (The Night's Dawn Trilogy) 
- Dysfunkcja rzeczywistości (The Reality Dysfunction) – 1996
  - tom I: Początki (Emergence)
  - tom II: Ekspansja (Expansion)
- Widmo Alchemika (The Neutronium Alchemist) – 1997
  - tom I: Konsolidacja (Consolidation)
  - tom II: Konflikt (Conflict)
- Nagi Bóg (The Naked God) – 1999
  - tom I: Kampania (Fight)
  - tom II: Wyprawa (w amerykańskim wydaniu podzielony na 2 tomy, w polskim na 3)
  - tom III: Wiara (Faith)

- A Second Chance at Eden – 1998
- The Confederation Handbook – 2000

### Uniwersum Wspólnoty (Commonwealth Universe)
Saga Wspólnoty (The Commonwealth Saga)
- Misspent Youth – 2002
- Gwiazda Pandory (Pandora's Star) – 2004
  - tom I: Ekspedycja
  - tom II: Inwazja
- Judasz wyzwolony (Judas Unchained) – 2005
  - tom I: Śledztwo
  - tom II: Pościg

The Void Trilogy
- Pustka: Sny (The Dreaming Void) – 2007
- Pustka: Czas (The Temporal Void) – 2008
- Pustka: Ewolucja (The Evolutionary Void) – 2010

The Chronicle of the Fallers
- Otchłań bez snów (The Abyss Beyond Dreams) – 2014
- Noc bez gwiazd (The Night Without Stars) – 2016

### The Books of the Realms
- The Queen of Dreams (2014) wydana również pod tytułem The Secret Throne (2015)

- The Hunting of the Princes (2016)

- A Voyage Through Air (2017)

### Salvation
- Salvation (2018)
- Salvation Lost (2019)

### Zbiory opowiadań
Manhattan in Reverse (2011)